# Серпантина

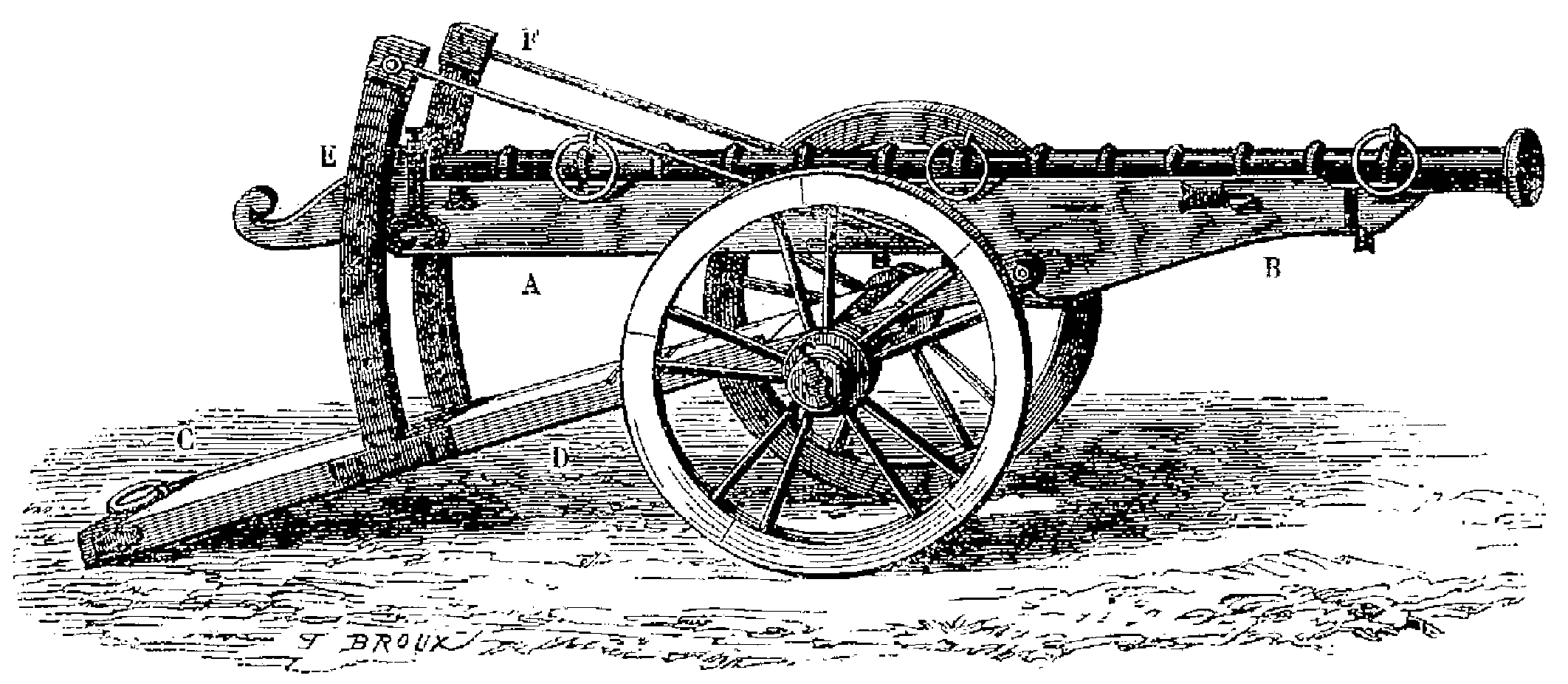
Серпантина

Серпантина (также серпентин или серпент) — тип орудий XV века, более крупных чем кулеврины. Предназначались для полевых сражений и устанавливались на колёсных лафетах, как правило, оборудованных кремальерами — устройствами для изменения угла наклона ствола. Заряжались серпантины с казённой части, с помощью зарядных камор. Длина ствола составляла от 1,2 до 2,1 м, калибр от 50 до 150 мм (у кулеврин — от 0,6 до 1,2 м и от 25 до 50 мм соответственно). В Бургундском герцогстве серпантины использовались с 1430 года. Именно к серпантине относится наиболее раннее дошедшее до нашего времени свидетельство об орудии с цапфами — последние были весьма важным изобретением в ходе эволюции артиллерийских орудий, позволив существенно улучшить вертикальную наводку. Запись об отливке в бельгийском Лилле серпантина с цапфами датируется 1463 годом. Название орудия было родственно кулевринам: англ. serpentine — «змеевидный», serpent — «змей», и фр. Couleuvrine — «змея», «гадюка». Такие названия объяснялись тем, что длинные бронзовые стволы орудий, со временем зеленевшие, несколько напоминали туловище змеи.